# Шнеур Залман із Ляд
Рабі Шнеур-Залман бар-Барух з Ляд (Алтер Ребе, їд. אלטער רבי — «старий вчитель»; 1745, Ліозна, Річ Посполита — 1813, село Пени, Бєловська волость, Суджанський повіт, Курська губернія, Слобідщина) — кабаліст, засновник хасидського руху ХаБаД.

## Біографія
Народився в хасидській родині Баруха і Ривки Познерів, отримавши благословення особисто від Бешта. Навчався Торі в Любавичах, де звернув на себе увагу як здібний учень. У 1760 році 15-річний Шнеур-Залман одружується з дочкою вітебського багатія Юди-Лейба Сегаля. Отримані як придане гроші (5 тис. золотих) він направив на закупівлю інвентарю для єврейських сільськогосподарських артілей в околицях Вітебська. У 18 років, живучи в будинку тестя, він повністю вивчив Талмуд і приступив до кабали за допомоги Авраама Малаха на прохання його батька, рабина Дов-Бера Межиріцького він у відповідь вчив його Талмуду. Для завершення освіти 20-річний Шнеур-Залман вирушив до Магіда з Межиріча, після чого повернувся в 1767 році в Ліозну вже як магід-проповідник. За порадою наставника в 1770 Шнеур-Залман приступив до написання книги Шулхан Арух Рава, в якій простою мовою розтлумачив галаху.
У 1772 році Магід з Межиріча послав Шнеура-Залмана у складі хасидської делегації на переговори з Віленським гаоном в Вільно, щоб залагодити розбіжності в юдейському середовищі, проте переговори не відбулися, оскільки «перед їхнім носом двічі захлопувалися двері». Хасидам був оголошений великий херем. Шнеур-Залман оселився в Могильові, а потім в 1777 році спробував разом з групою хасидів емігрувати до Палестини, проте на кордоні Османської імперії його відрадив Менахем Мендль з Вітебська, благословивши його бути пастирем керівника хасидів в рос. імперії. Шнеур-Залман повернувся в Ліозну. В 1797 він пише книгу Танія, в якій викладає основи ХаБаДу.
Смерть Віленського гаона знову загострила ворожнечу в юдейській громаді. Хасиди співали і танцювали, а їх противники написали донос владі на «Залмана Боруховича», якого заарештували і відправили до Санкт-Петербурга в каземати Петропавловської фортеці. Єдине звинувачення, яке йому змогли пред'явити — це переправлення грошей в Туреччину, на підтримку єврейських громад, але незабаром Шнеур-Залмана звільненили. Два роки потому в 1801 його знову заарештували, і лише смерть Павла I знову дарувала йому свободу. Шнеур-Залман, тепер більше знаний як Алтер Ребе («старий учитель»), оселився в Лядах.
Шнеур Залман був звільнений з ув'язнення у світському 1798 році у вівторок за єврейським календарем 19 кіслева. Вважається, що п’ятдесят три дні ув’язнення рабина Шнеура Залмана відповідають п’ятдесяти трьом розділам першого розділу «Танії». 19—20 кіслева хасиди, зокрема послідовники ХаБаДу, відзначають "Новий рік Хасидизму", або Свято визволення (Хаг га-ґеула).
Під час франко-російської війни 1812 року він проявив себе як патріот Російської Імперії, закликавши хасидів підтримати царя. Він говорив: «Якщо переможе Бонапарт, становище євреїв покращиться і багатство їх зросте, але зате їхні серця віддаляться від Б-га». Наступ французької армії змусив Алтер Ребе покинути насиджене місце і поневірятися по центральній Росії, де він і помер. Могила засновника Хабаду знаходиться в українському містечку Гадячі.

## Вчення
Особливість філософії Алтер Ребе полягає насамперед у привнесенні інтелектуального начала в традиційну хасидських містику кабали. Тому в назву свого вчення він поставив категорії мудрості (івр. חכמה, хохма), розуміння (івр. בינה, біна) і знання (івр. דעת, даат). Алтер Ребе розглядає свої твори як керівництво для б-гопізнання. Особливе місце він приділяє не тільки поняттям любов (івр. אהב, агава) і страх (івр.  יראה, йіра), але і роздумів (гітбоненут). Разом з тим, Алтер Ребе був далекий від європейського розуміння Просвітництва, стверджуючи, що звичайні науки (хохмот хіцоніот) не сприяють освіті розуму. Інтелектуальне осягнення Б-га можливо тільки за допомогою Тори, коли божественні сехель і міддот з'єднуються, утворюючи знання (даат).
Душа єврея сприймається ним як божественна іскра (нефеш га-елокіт), яка прагне возз'єднатися з Б-гом. Ця іскра не є створеною, але являє собою пряму еманацію Божественної мудрості (хохма ілаа). Засобами на цьому шляху з одного боку виступають Тора і ритуали згідно з нею, за допомогою яких віруючий досягає стану біттул (несамовитості, подолання его), а з іншого — хасага (інтелектуального розуміння природи Б-га). Наближення до Б-га реалізується в досягненні трійці моральних якостей: доброта (івр. חסד, хесед — однокорінне слову хасид), стриманість (івр. גבורה, гвура) і помірність (івр.  תפארת, тіферет)
У людині також крім божественної іскри є і тваринна душа (нефеш га-бахаміт), якій властиве прагнення до зла (ецер га-ра). На відміну від античної філософії, Алтер Ребе не протиставляє божественний розум низьким емоціям. Він вважає, що свій розум (сехель) і відчуття (мідот) є і у божественної іскри і у її темного двійника (івр. סטרא אחרא, сітра ахра: зворотна сторона) тваринної душі. Звідси у людини два розуми і два почуття. Проголошуючи ідеалом людини цадика, Алтер Ребе багато уваги приділяє беноні, тобто середньостатистичній людині, обивателю. Беноні не злий і не добрий, але кидається між двох цих начал.
10 сфірот — суть не що інше як прояв Б-га. Присутні вони і в людині, оскільки людина є мікрокосмом. Три вищих сфірот висловлюють інтелектуальне начало в людині, а сім нижчих — емоційне. Все зло світу є результатом відособленості (кліпот).